# Lehrpfad der unholdigen Personen

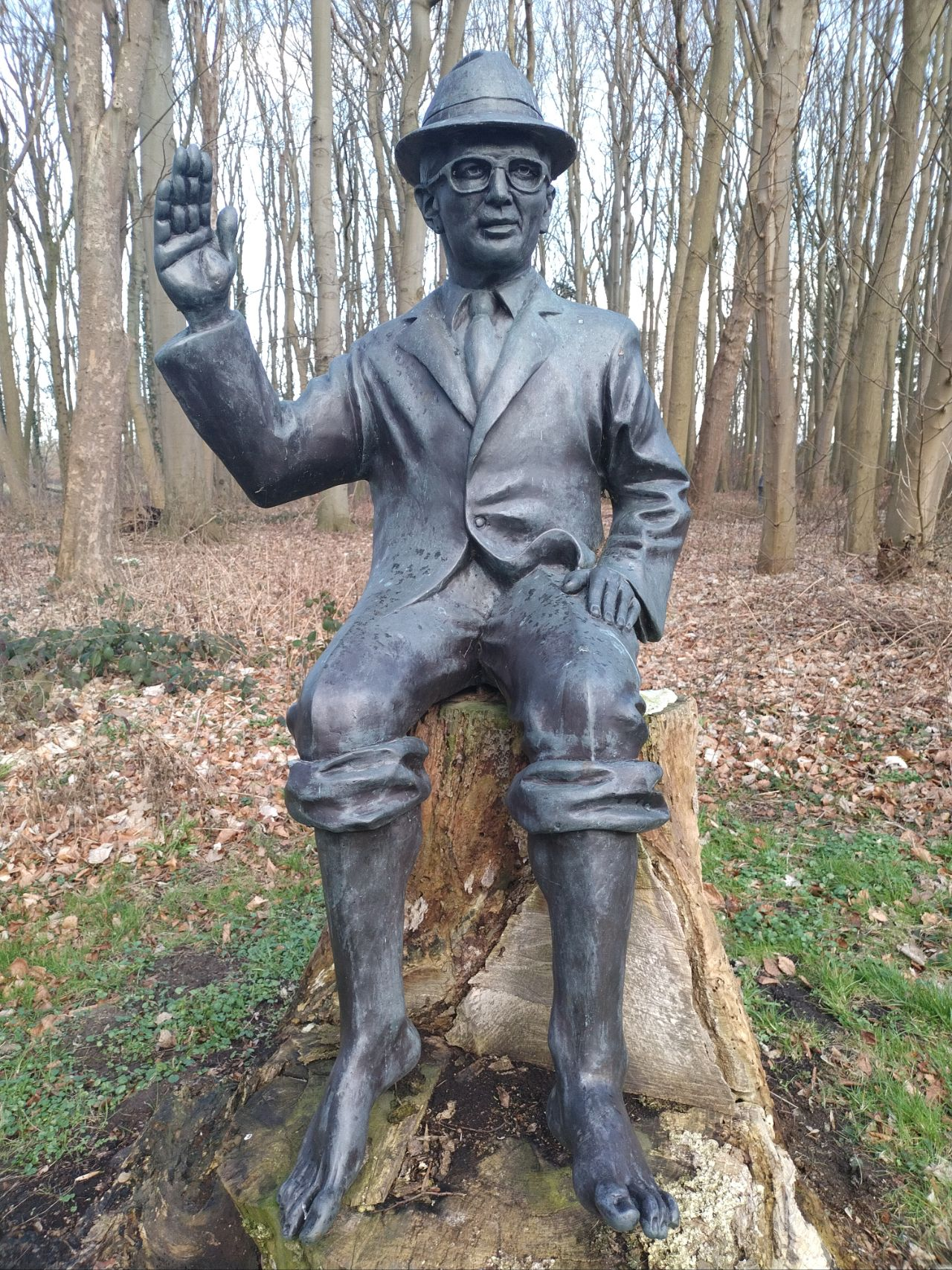
Erich Honecker

Der Lehrpfad der unholdigen Personen ist ein etwa 1,3 km langer Skulpturenweg im Wald des Gutshauses Klein Strömkendorf in der Gemeinde Am Salzhaff an der Ostsee in Mecklenburg-Vorpommern.
Auf dem Pfad befinden sich als Unholde sechs lebensgroße Statuen von George W. Bush, Nikita Chruschtschow, Recep Tayyip Erdoğan, Erich Honecker, Wladimir Iljitsch Lenin und Donald Trump aus Bronze. George W. Bush wird mit einem schreienden Baby in den Händen dargestellt, das ihm Eltern am 13. Juli 2006 bei einem Deutschlandbesuch in Trinwillershagen überreicht hatten. Nikita Chruschtschow wird in einer Szene auf der Konferenz der Vereinten Nationen am 12. Oktober 1960 nachgestellt, bei der er angeblich einen Schuh in den Händen gehalten haben soll. Von Donald Trump heißt es, dass er häufiger den Mittelfinger zum Richten seiner Haare (siehe Comb-Over) benutze, etwa beim G7-Gipfel in Taormina 2017.
Die Idee zum Pfad stammte von Marita Gronau, der Besitzerin des Gutshauses, und ihrem 2017 verstorbenen Lebensgefährten Thomas Petsch. Die Statuen stehen teilweise auf dem Grundstück, teilweise im Landesforst. Die Installation von Hitler und Stalin als Statuen lehnt Gronau ab. Den Auftrag für eine Statue von Wladimir Putin sagte die polnische Gießerei mit Verweis auf Sorgen vor Putin seit dem russischen Überfall auf die Ukraine 2022 ab.

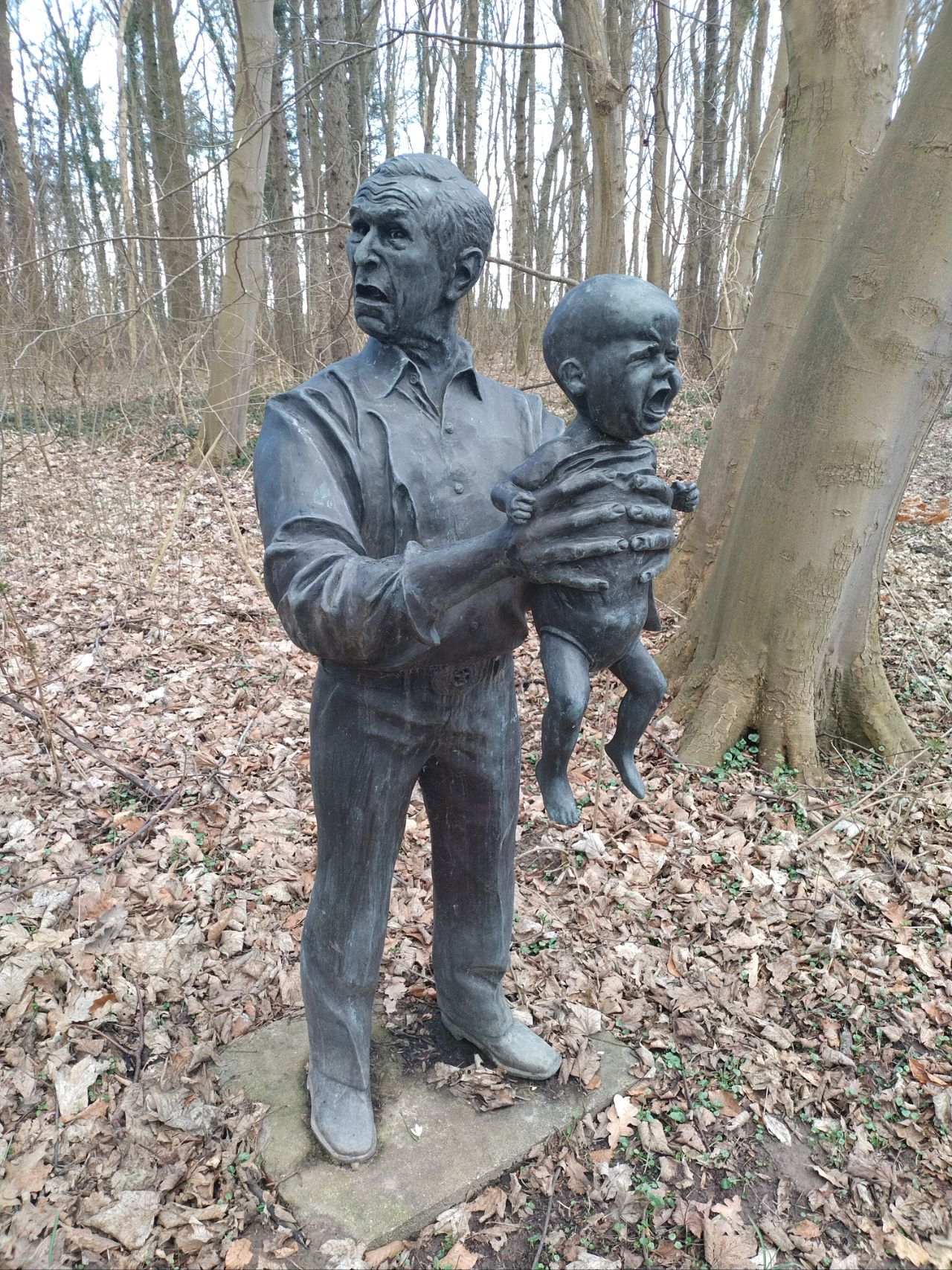
George W. Bush
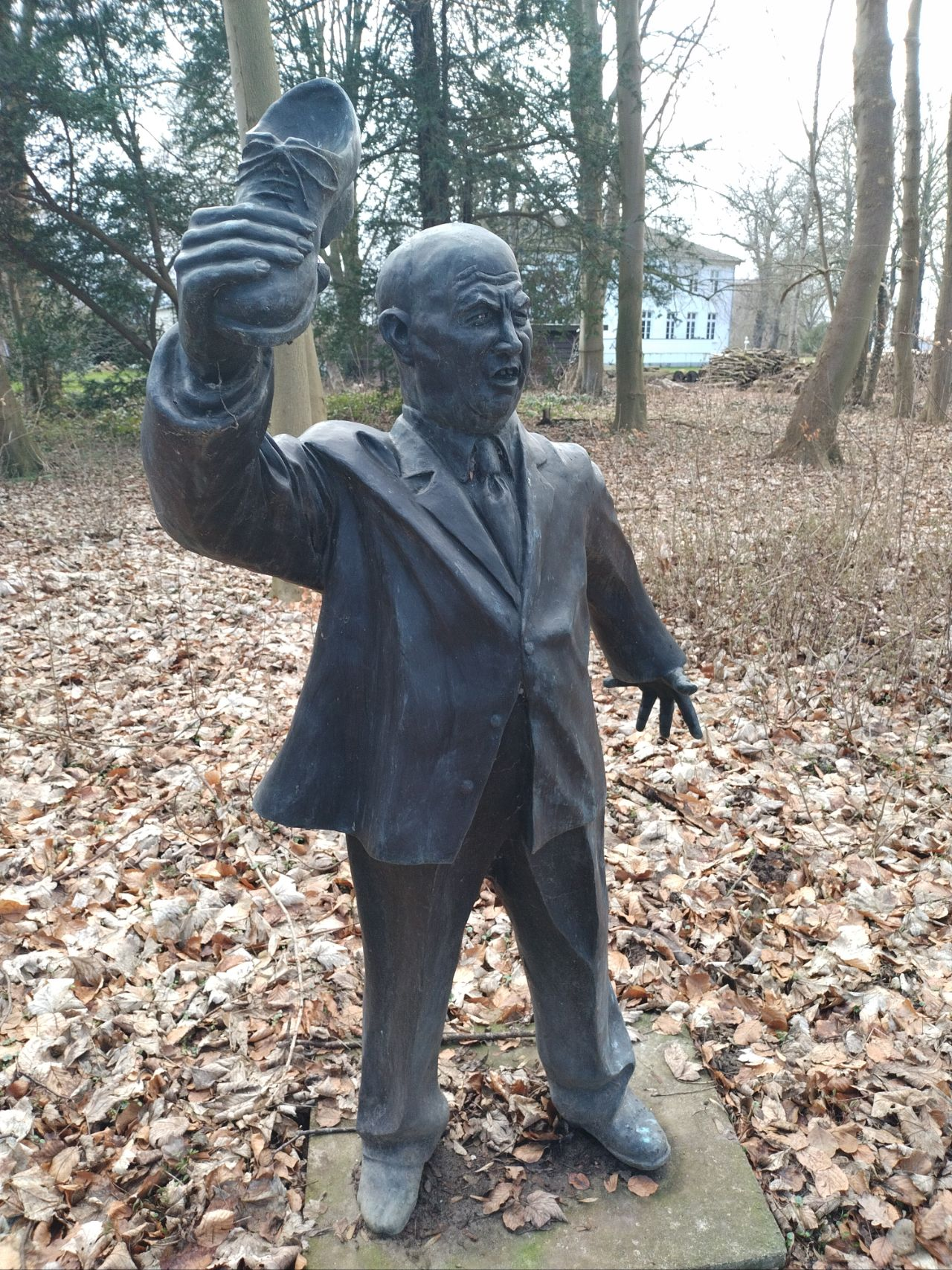
Nikita Chruschtschow
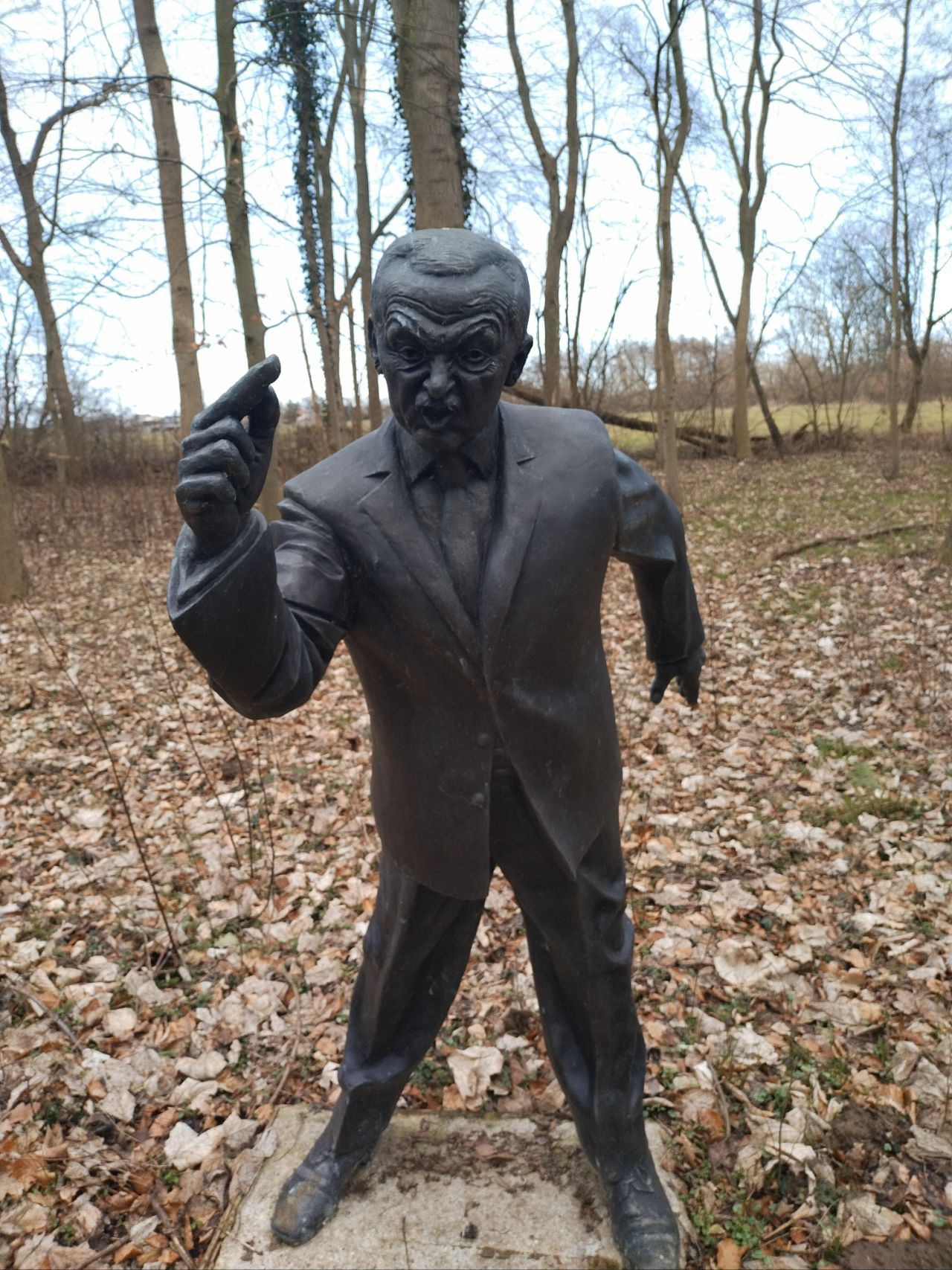
Recep Tayyip Erdoğan
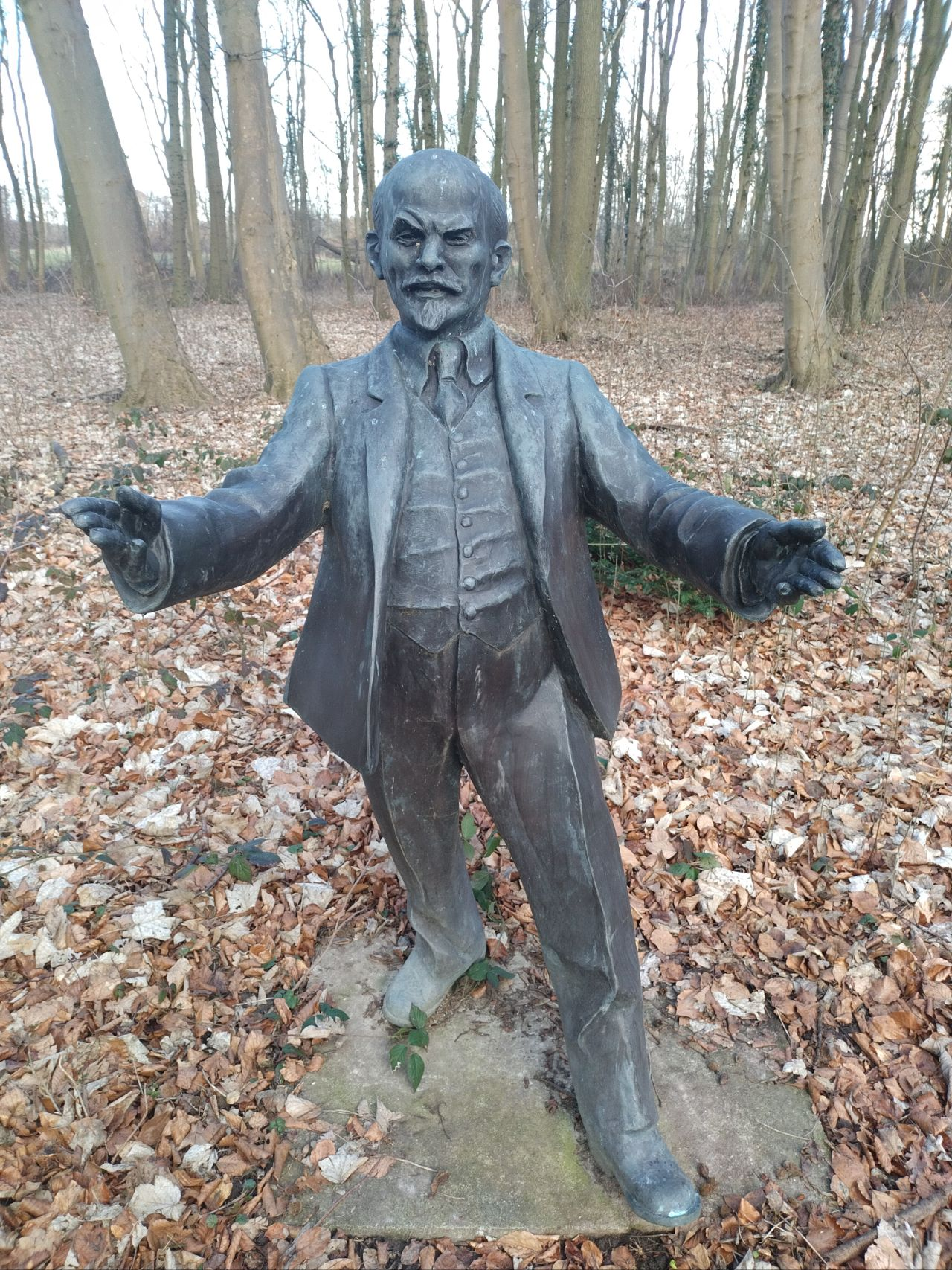
Wladimir Iljitsch Lenin
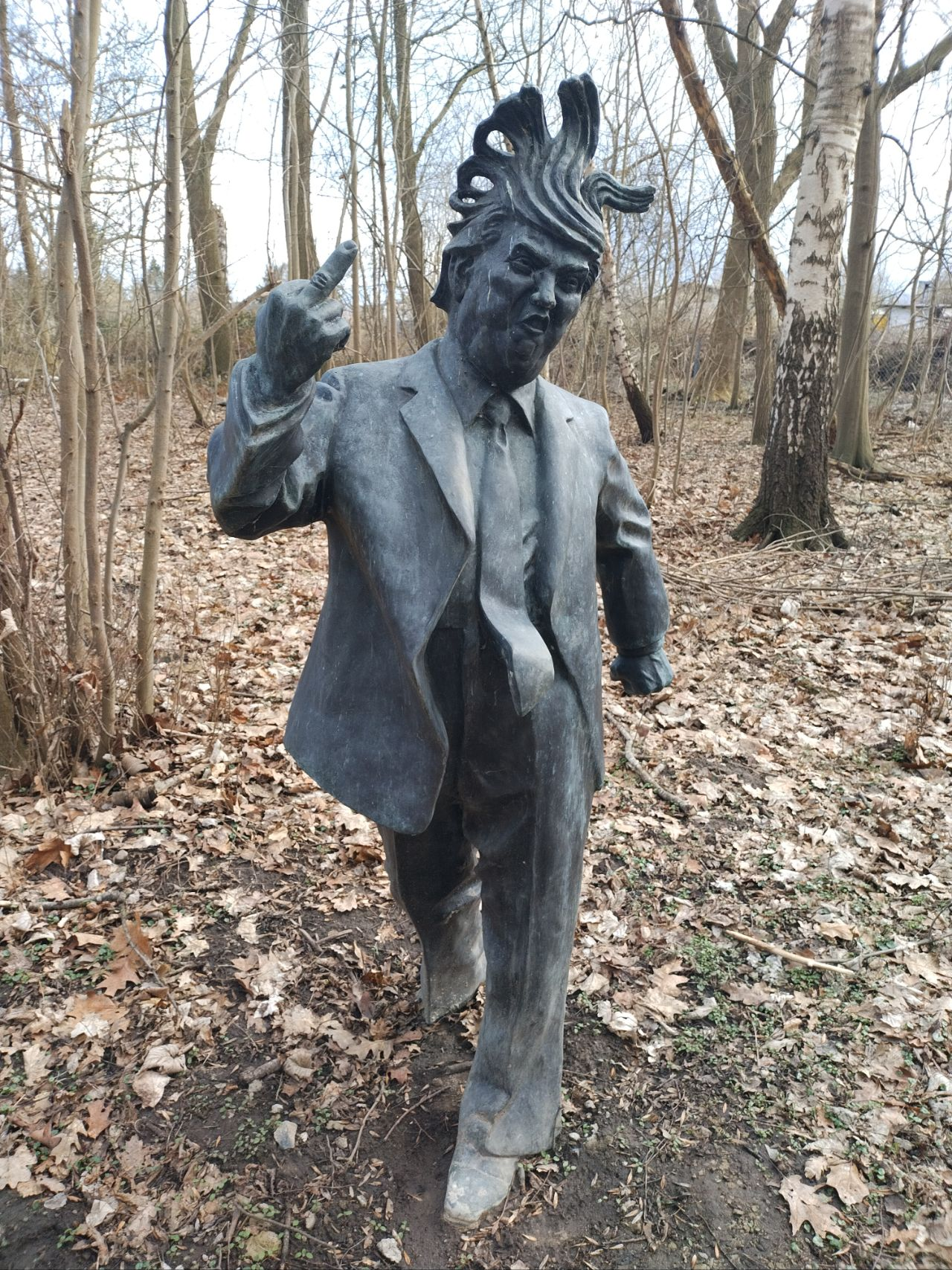
Donald Trump